# Johann Friedrich Klotzsch
Johann Friedrich Klotzsch (Wittenberg, 9 giugno 1805 – Berlino, 5 novembre 1860) è stato un farmacista e botanico tedesco.
Il suo lavoro principale era nel campo della micologia, con lo studio e la descrizione di molte specie di funghi.

## Biografia
Originariamente si formò come farmacista, in seguito si iscrisse agli studi farmaceutici e botanici a Berlino. Nel 1830-32 fu curatore dell'erbario di William Jackson Hooker presso l'Università di Glasgow. A partire dal 1834 raccolse le piante in Sassonia, Boemia, Austria, Stiria e in Ungheria. Nel 1838 successe Adelbert von Chamisso (1781-1838) come curatore e direttore del Royal Herbarium di Berlino.
Il genere di pianta Klotzschia della famiglia Apiaceae e alcune specie vegetali come Eugenia klotzschiana o Acianthera klotzschiana, presero il suo nome.

## Opere principali
- Mykologische Berichtigungen zu der nachgelassenen Sowerbyschen Sammlung, so wie zu den wenigen in Linneschen Herbarium vorhandenen Pilzen nebst Aufstellung einiger ausländischer Gattungen und Arten) [3]
- Herbarium vivum mycologicum sistens fungorum per totam Germaniam crescentium collectionem perfectam (1832)